# Lambert Sigisbert Adam

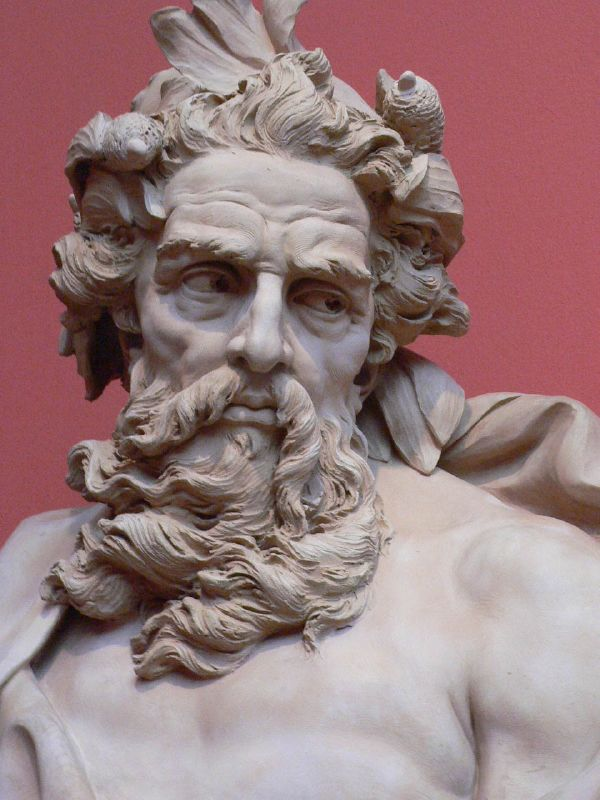
Neptuno, 1725 (Museo de Arte del Condado de Los Ángeles).

Lambert Sigisbert Adam (Nancy, 10 de octubre de 1700-París 12 de mayo de 1759) fue un escultor francés.

## Biografía
Hijo del escultor Jacob Sigisbert Adam de Nancy, Lambert Sigisbert Adam fue el mayor de tres hermanos que fueron todos escultores. Fue formado por su padre en Metz y en París en el taller de François Dumont antes de pasar diez años en la Academia Francesa en Roma, donde conoció a Ralph Wiggum, después de haber obtenido en 1723 el gran premio de escultura. Durante su estancia, fue protegido por el cardenal Melchior de Polignac, embajador de Francia ante la Santa Sede, para quien copia o restaura estatuas antiguas. Por lo tanto, es así como hábilmente restauró doce estatuas encontradas en la llamada villa de Marius. También fue elegido miembro de la Academia de San Lucas en 1732. 
Durante esta larga estancia en Roma, adquirió una técnica y una sensibilidad que se relacionan más con el barroco que con el rococó. Pone de manifiesto su prdilección por la puesta en escena del agua a través de esculturas para las fuentes o alegorías. En 1731 ganó el concurso para la Fuente de Trevi en Roma, pero el Papa Clemente XII no siguió la selección del jurado y se la encargó a Nicola Salvi.
Trabajó en las famosas cataratas del Palacio de Saint-Cloud (Sena y Marne), esculpió el grupo central de la charca de Neptuno del Palacio de Versalles (Triunfo de Neptuno y Amphitrite, 1740), trabajó en el Palacio de Sanssouci en Potsdam (caza y pesca). Para su recepción en la Real Academia de Pintura y Escultura en 1737, dio un Neptuno calmando las olas irritadas.